# Cruguel
Cruguel [kʁygɛl] est une commune française située dans le département du Morbihan, en région Bretagne.
En 2007, la commune a obtenu le label « Communes du Patrimoine Rural de Bretagne » pour la richesse de son patrimoine architectural et paysager.[réf. nécessaire]

## Géographie
| Guéhenno |          | Guégon        |
| Billio   | Cruguel  | Saint-Servant |
|          | Plumelec | Lizio         |

### Hydrographie
Pour un article plus général, voir Réseau hydrographique du Morbihan.
La commune est située dans le bassin Loire-Bretagne. Elle est drainée par le Sédon, le ruisseau de la Chênaie et divers autres petits cours d'eau,.
Le Sédon, d'une longueur de 17 km, prend sa source dans la commune de Plumelec et se jette  dans le canal de Nantes à Brest à Saint-Servant, après avoir traversé six communes. 

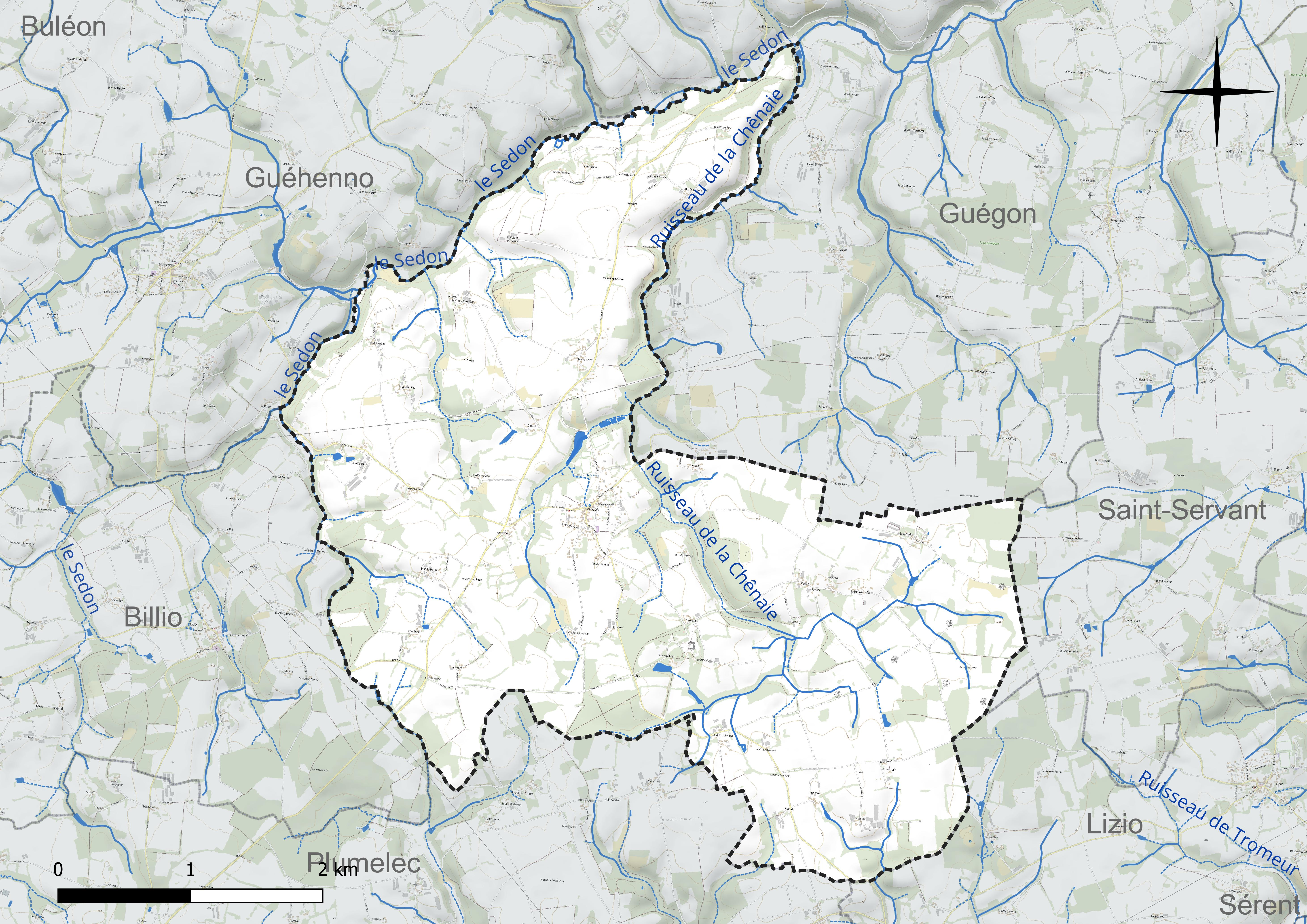
Réseau hydrographique de Cruguel.

### Climat
Pour des articles plus généraux, voir Climat de la Bretagne et Climat du Morbihan.
En 2010, le climat de la commune est de type climat océanique franc, selon une étude du CNRS s'appuyant sur une série de données couvrant la période 1971-2000. En 2020, Météo-France publie une typologie des climats de la France métropolitaine dans laquelle la commune est exposée à un climat océanique et est dans la région climatique  Bretagne orientale et méridionale, Pays nantais, Vendée, caractérisée par une faible pluviométrie en été et une bonne insolation. Parallèlement l'observatoire de l'environnement en Bretagne publie en 2020 un zonage climatique de la région Bretagne, s'appuyant sur des données de Météo-France de 2009. La commune est, selon ce zonage, dans la zone « Intérieur Est », avec des hivers frais, des étés chauds et des pluies modérées.  
Pour la période 1971-2000, la température annuelle moyenne est de 11,3 °C, avec une amplitude thermique annuelle de 12,4 °C. Le cumul annuel moyen de précipitations est de 858 mm, avec 13,2 jours de précipitations en janvier et 6,7 jours en juillet. Pour la période 1991-2020, la température moyenne annuelle observée sur la station météorologique la plus proche, située sur la commune de Bignan à 13 km à vol d'oiseau, est de 11,8 °C et le cumul annuel moyen de précipitations est de 995,0 mm,. Pour l'avenir, les paramètres climatiques de la commune estimés pour 2050 selon différents scénarios d'émission de gaz à effet de serre sont consultables sur un site dédié publié par Météo-France en novembre 2022.

## Urbanisme

### Typologie
Au 1er janvier 2024, Cruguel est catégorisée commune rurale à habitat dispersé, selon la nouvelle grille communale de densité à sept niveaux définie par l'Insee en 2022.
Elle est située hors unité urbaine et hors attraction des villes,.

### Occupation des sols
L'occupation des sols de la commune, telle qu'elle ressort de la base de données européenne d’occupation biophysique des sols Corine Land Cover (CLC), est marquée par l'importance des territoires agricoles (83,8 % en 2018), une proportion identique à celle de 1990 (83,8 %). La répartition détaillée en 2018 est la suivante : zones agricoles hétérogènes (34,4 %), terres arables (31,1 %), prairies (18,3 %), forêts (16,2 %). L'évolution de l’occupation des sols de la commune et de ses infrastructures peut être observée sur les différentes représentations cartographiques du territoire : la carte de Cassini (XVIIIe siècle), la carte d'état-major (1820-1866) et les cartes ou photos aériennes de l'IGN pour la période actuelle (1950 à aujourd'hui).

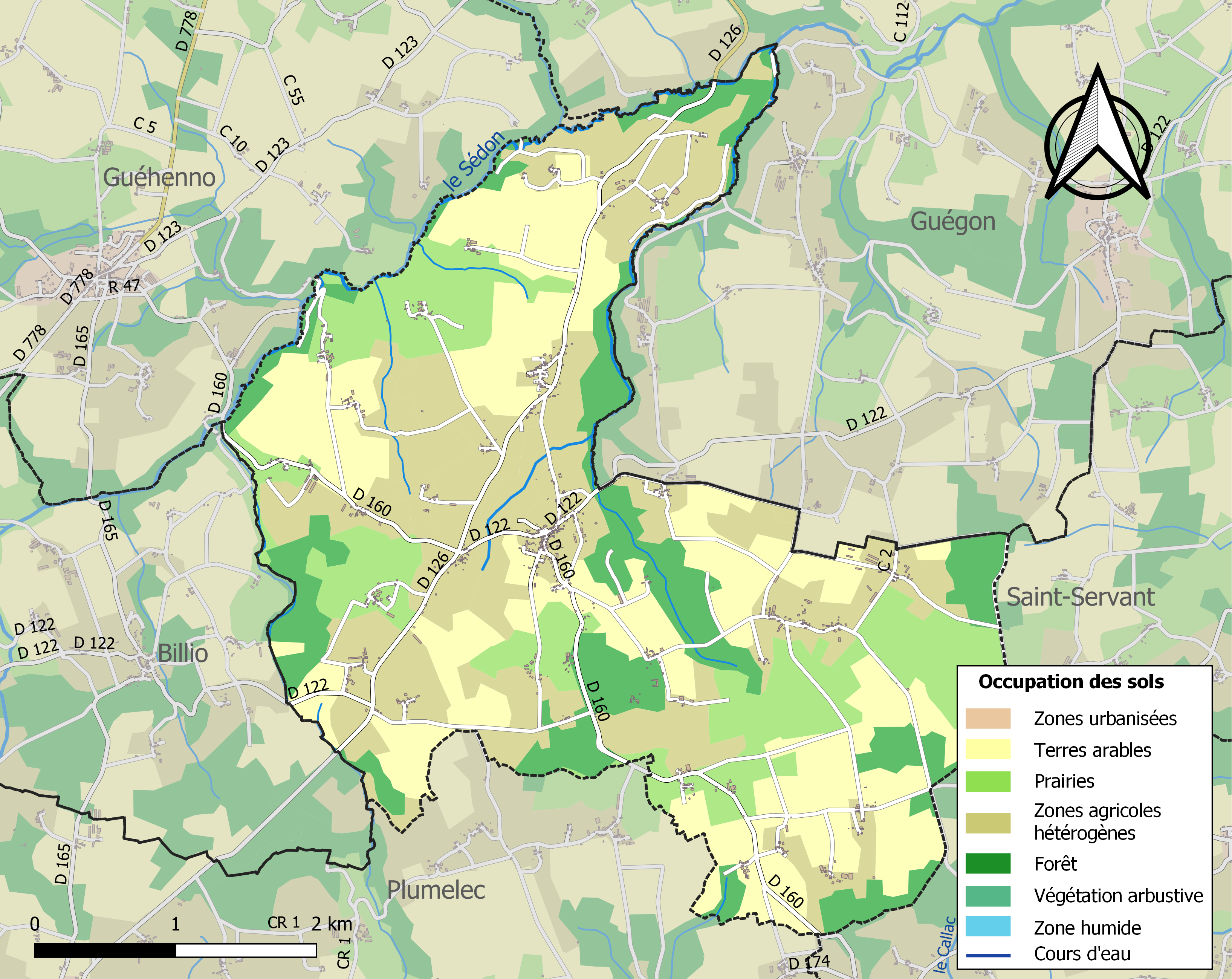
Carte des infrastructures et de l'occupation des sols de la commune en 2018 (CLC).

## Toponymie
Le nom de la localité est attesté sous les formes Kreugel en 1258, Cleuguell en 1330, Creuguell en 1387.
Le nom de la commune provient du mot breton crug qui désigne un tertre. Il est suivi du diminutif -ell, ce qui donne le petit tertre pour Cruguel/Krugell. 
Cruyeu en gallo.

## Histoire

### Du Néolithique au Moyen Âge[18]
L'occupation humaine remonte probablement au Néolithique puisqu'un menhir a été découvert à La Ville-au-Lau. On sait que les hauteurs étaient aussi des lieux de culte pour les Celtes. Vient ensuite l'occupation romaine, dont témoigne une pièce de monnaie à l'effigie de Néron, trouvée à Cruguel et se trouvant actuellement au musée archéologique de Vannes. La colline de Cruguel était aussi un lieu stratégique d'où on pouvait surveiller les environs. Au sud de Billio, commune limitrophe, non loin du presbytère et sur un mamelon, se trouve un retranchement de forme rectangulaire bordé de parapets et entouré de douves.
À la fin du IXe siècle et au début du Xe siècle, Bretons et Celtes d'Armorique finissent par cohabiter pacifiquement mais les Vikings menacent l’intérieur de la Bretagne en remontant les rivières. Une bande de Vikings se hasarde même jusqu'aux frontières de Cruguel et Plumelec, du côté de Bel-Air - Locmaria. Elle trouve devant elle les Bretons qui engagèrent la bataille toute une nuit aux environs du village de Locmaria. Battus, ils finissent par quitter l'intérieur de la région. En souvenir de cette bataille et en action de grâce pour la victoire, un monastère de religieuses est édifié dans ce village de Locmaria. En 1146, ce monastère est mentionné comme dépendant de Saint-Sulpice de Rennes.
C'est à cette époque, qu'on commence à parler des « paroisses ». Elles ont vu le jour vers la fin du Xe siècle. Aucun document ne permet de préciser quand Cruguel devient une paroisse. Ce qui est sûr, c'est qu'entre les XIIe et XIVe siècles Cruguel et Guéhenno (et sans doute Bilio) ne font qu'une seule et même paroisse, très étendue. Le centre de cette paroisse était situé à La Ville-au-Lau, en Cruguel à mi-chemin de Guéhenno. C'est là que se trouvait l'église, la résidence des prêtres et le cimetière bien qu'aucun document ne l'atteste. Pourtant des indices permettent de conclure à l'existence de l'église à cet endroit et de ces dépendances. Très longtemps d'ailleurs, une croix de granit, édifiée à l'entrée de la ferme Mahieux a témoigné de l'existence de cette église. Les archives font mention de cette croix et de sa signification en cet endroit. Pour des raisons de construction cette croix a été déplacée. Elle se trouve devant une autre maison. Autrefois cette croix reposait sur un socle de granit comportant des inscriptions aujourd'hui disparues. Le cimetière ne se trouve pas autour de l'église comme d'habitude à cette époque. Il est situé au vieux village de la ville au Lau actuelle, derrière la première maison à droite en allant vers Guéhenno. Quand on a creusé la terre pour planter des pommiers, on y a découvert un tibia, preuve de l'existence d'un cimetière à cet endroit. Le presbytère quant à lui est plus difficile à localiser. Dans le vieux village, il existe bien une maison en granit sculpté qu'on appelle le presbytère depuis très longtemps mais cette maison ne remonte pas au XIIe siècle. Une poutre de l'intérieur porte la date de 1614 (Maison de la ville au Feu, 1622, celle de la ville Audrain, 1610). Cette maison a pu, par la suite, abriter un prêtre ou elle a pu être reconstruite à l'emplacement de l'ancien presbytère.
Ainsi, c'est à la ville au Lau que les chrétiens de Cruguel, Guéhenno et probablement de Bilio se retrouvent. Parmi eux, les seigneurs de Timbrieux, de Beaulieu, de Château Merlet, du Pouldu et de Colédo.
Puis ces trois bourgs vont se séparer. Guéhenno et Cruguel deviennent des paroisses indépendantes. On ne peut situer parfaitement la date de cette séparation. Certaines archives parlent de "Cruguel" paroisse indépendante en 1422. Les archives de Guéhenno avancent la date de 1453. Pourquoi cette séparation ? Une tradition rapporte que le seigneur du Pouldu en Guéhenno se rendant à la messe à la Ville au Lau, trouva la rivière, le Pomin, débordée. Il se serait résolu à construire une église à Guéhenno. Une autre tradition explique qu'une demoiselle de Colédo se rendant, elle aussi, à la messe, se serait blessée au passage du Pomin. Après de nombreuses démarches et par l'intermédiaire de parents siégeant au Parlement de Bretagne, elle aurait obtenu qu'une église soit construite à Guéhenno. Bizarrement, le domaine des Trimbrieux enclavé dans le territoire de Cruguel continua de faire partie de la paroisse de Guéhenno et cela jusqu'à la Révolution française de 1789 et peut-être même jusqu'en 1837, date à laquelle il y a eu un échange de villages entre les paroisses de Guégon et de Cruguel.

### Moyen-Âge
Les premiers recteurs connus de la paroisse de Cruguel-Billio furent Jean Duval en 1493 et Pierre Le Bigod en 1502 ou Laurent de la Bouëxière, Julien Saignard de Plumelec. Cruguel-Billio n'était pas une paroisse aussi grande qu'on pourrait le croire. Elle était sans doute assez étendue mais sa population était faible. La Frairie, par exemple, appartenait à la paroisse de Guéhenno. D'autres villages, comme Léraud, Les landes, la Bourdonnière, Berlan, Kernué, Rivaudo et quelques autres appartenaient à la paroisse de Guégon. Par contre, les villages de Pourmabon, de La Ville David, Es Caro, de La Ville au gentil et de la Ville Raffray étaient partie intégrante de Cruguel-Billio. Il faudra attendre 1832 pour voir un échange entre les deux communes.
Très vite, Cruguel et Billio ont des églises propres avec des offices dans chacun des centres assurés soit par le recteur lui-même, soit par un vicaire chapelain. Chacune des deux paroisses eut aussi très tôt son propre presbytère et le recteur de la paroisse habitait en alternance à Cruguel et à Billio. À chaque nomination d'un nouveau recteur, celui-ci prenait possession officiellement dans l'un et l'autre endroit.

### Temps modernes
En 1610, il se trouve que les deux presbytères tombent en ruines et deviennent inhabitables. Les prêtres de Cruguel trouvent refuge au village de la Ville Audrain et l'habitent pendant plusieurs années. On peut avoir la chance de revoir cette demeure dans ce village habitée par la famille Gravier. Cette maison est l'une des plus anciennes maisons de Cruguel. Sur son fronton est gravée la date de 1610.
Une telle situation ne pouvait être que provisoire. Les prêtres ne pouvaient continuer à résider en un lieu aussi éloigné des deux bourgs. Le presbytère de Cruguel est rebâti à l'endroit même où s'élève le presbytère actuel aujourd'hui fermé. Le lieu est humide mais il a l'avantage d'être tout proche de la nouvelle église. Pourtant, tous les recteurs qui se sont succédé se plaignaient de l'humidité. Après 250 ans d'existence, il est démoli en 1896 et reconstruit en 1898 par Me Le Gallays des Timbrieux. Ce presbytère rénové en 1975-1976 est aujourd'hui l'un des plus beaux de la région.
Quant au presbytère de Billio, faute de ressources, il n'est pas reconstruit. À partir de ce moment, Billio perd de son importance et finit par n'être plus considéré que comme une simple trève de Cruguel. 
À partir du début du XVIIe siècle, la paroisse de Cruguel-Billio est divisée en frairies. Il y en a quatre à Cruguel : la frairie de la Ville Potin, de Trévadoret, du bourg, et un peu plus tard celle des Landes. La frairie de Saint-Yves appartenait à Guéhenno. Chaque frairie avait, en principe, sa chapelle et son cimetière et une chambre pour recevoir le prêtre desservant. Ces frairies sont de petites paroisses dans la paroisse, nécessaires à cause des distances, du manque de chemins praticables et deviennent des paroisses à part entière. À la frairie a lieu la messe le dimanche quand il y a une chapelle, les catéchismes pour les enfants, les rogations, les offices des morts et parfois la célébration des mariages. Les morts de la frairie ont ordinairement leur sépulture dans le cimetière autour de la chapelle. Aujourd'hui, on parle encore du champ des morts au village de la Ville Potin.
Les vicaires appelés aussi "curés" apparaissent dans les documents vers 1600. Le premier vicaire connu à Cruguel s'appelle Jean Bily. En 1635, apparaît le nom de Julien Gicquel, puis de Mathurin Joubin, de Jean Perrotin (1634), de Pierre Le Quinderf (1647), de Jean Le Bidre (1658-1685). Il est courant de trouver comme vicaires à Cruguel des prêtres natifs de la paroisse comme Jean Trévedy de la ville David (1669), Gilles Ribouchon de la ville au Lau (1689), Jean Quinderf de Trévadoret (1704), Mathurin Bily de l'Hôtel Simon (1719-1748), Yves Geffray du bourg, Jean Caro.
Il existe, dans la paroisse de Cruguel, des "chapellenies", c'est-à-dire des prêtres résidant dans leur famille et vivant de leurs biens. Ces biens peuvent être parfois importants. Le rôle de ces prêtres est de rendre service au recteur dans l'exercice de son ministère. Ainsi, on les voit présider les processions, participer aux offices de la paroisse. Les chapellenies les plus connues à Cruguel sont celles de l'abbé François Trévalinet et celle de l'abbé Duval. Cette dernière se trouve au bourg. Lors de la Révolution française, les biens de ces chapellenies sont déclarés "biens nationaux" et vendus comme tels.
Une troisième chapellenie existe au château des Timbrieux et fondée par Julienne de La Chesnaye, veuve de Jean de Rosmadec en 1638, sous le titre de "chapellenie de saint Sébastien". Elle est canonisée par l'évêque de Vannes en 1639. Le chapelain a la dîme sur toutes les terres de la seigneurie pour son entretien personnel et pour l'entretien de la chapelle. Il a la jouissance de la métairie de Guernion. Il doit résider dans les environs et assurer la messe tous les jours. En 1660, le chapelain se nomme Rotiel.

### Révolution française
Le 12 brumaire an III (2 novembre 1794) l'agent national de Josselin écrit au Comité de salut public que « les municipalités de Cruguel, Plumelec, Saint-Jean, Bignan, Buléon, Radenac, Pleugriffet, Réguiny et Credin ne peuvent plus faire exécuter les lois, ni ordonner les réquisitions des grains, fourrage et charrons. Les brigands |chouans] rôdent dans ces communes et les en empêchent. Ils menacent tous les individus qui désireraient y obtempérer de les assassiner eux et leurs familles et d'incendie leur domicile ».

### LeXIXesiècle
En 1802, lors du Consulat, Billio prend son indépendance et devient paroisse et commune à part entière.
Le 27 février 1835 la brigade de gendarmerie de Plumelec arrêta deux réfractaires refusant de servir la monarchie de Juillet qui faisaient partie des bandes armées de La Houssaye et Danet-Duplessis, cachés dans un souterrain du château de Travera situé dans la commune de Billio ; il s'agit de Julien Mercier, condamné à mort par contumace le 22 mars 1832 par la Cour d'Assises du Morbihan, et de Jacques Guillo, qui était sur le coup d'un mandat d'arrêt pour les mêmes raisons.
En 1873 1 099 habitants des communes de Guidel, Plumelec, Saint-Servan, Cruguel, Plumelin, Locminé, Guéhenno, Moréac, Carentoir et Guénin demandent, dans une pétition déposée à l'Assemblée nationale « le rétablissement, dans le plus bref délai, de la royauté en la personne de Henri V, héritier légitime de la couronne de France ».

#### La Première Guerre mondiale

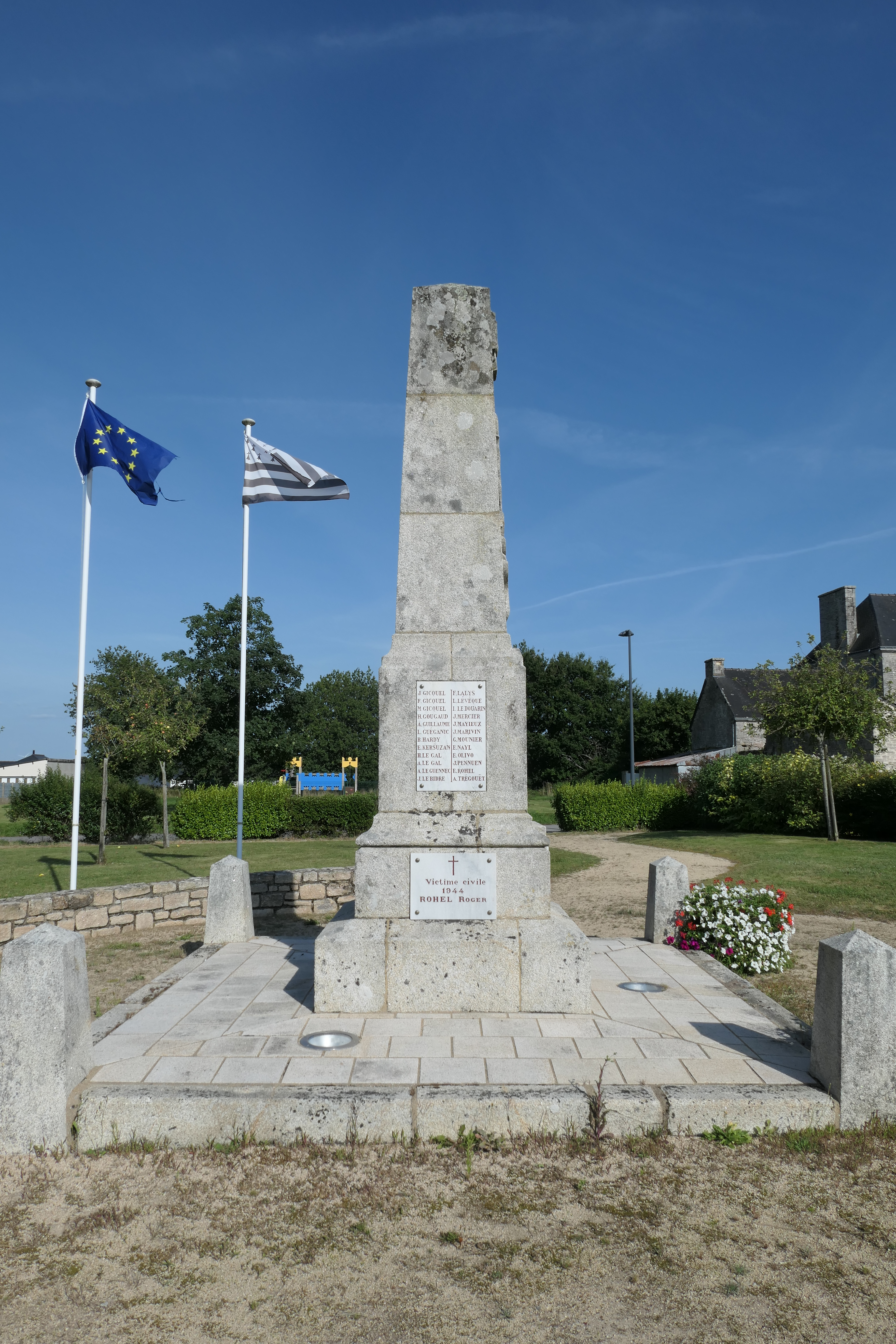
Le monument aux morts de Cruguel.

## Héraldique
| Blason de Cruguel | Blason  | Coupé ondé: au 1er de sinople au moulin du lieu d'or, chapé parti d'argent et d'or à deux quintefeuilles de sable; au 2e parti au I d'hermine plain, au 2 de gueules chargé d'une crosse et d'un bâton de pèlerin d'or, passés en sautoir; à la burelle ondée d'azur brochant sur le coupé. |
| Blason de Cruguel | Détails | Le statut officiel du blason reste à déterminer. |

## Politique et administration

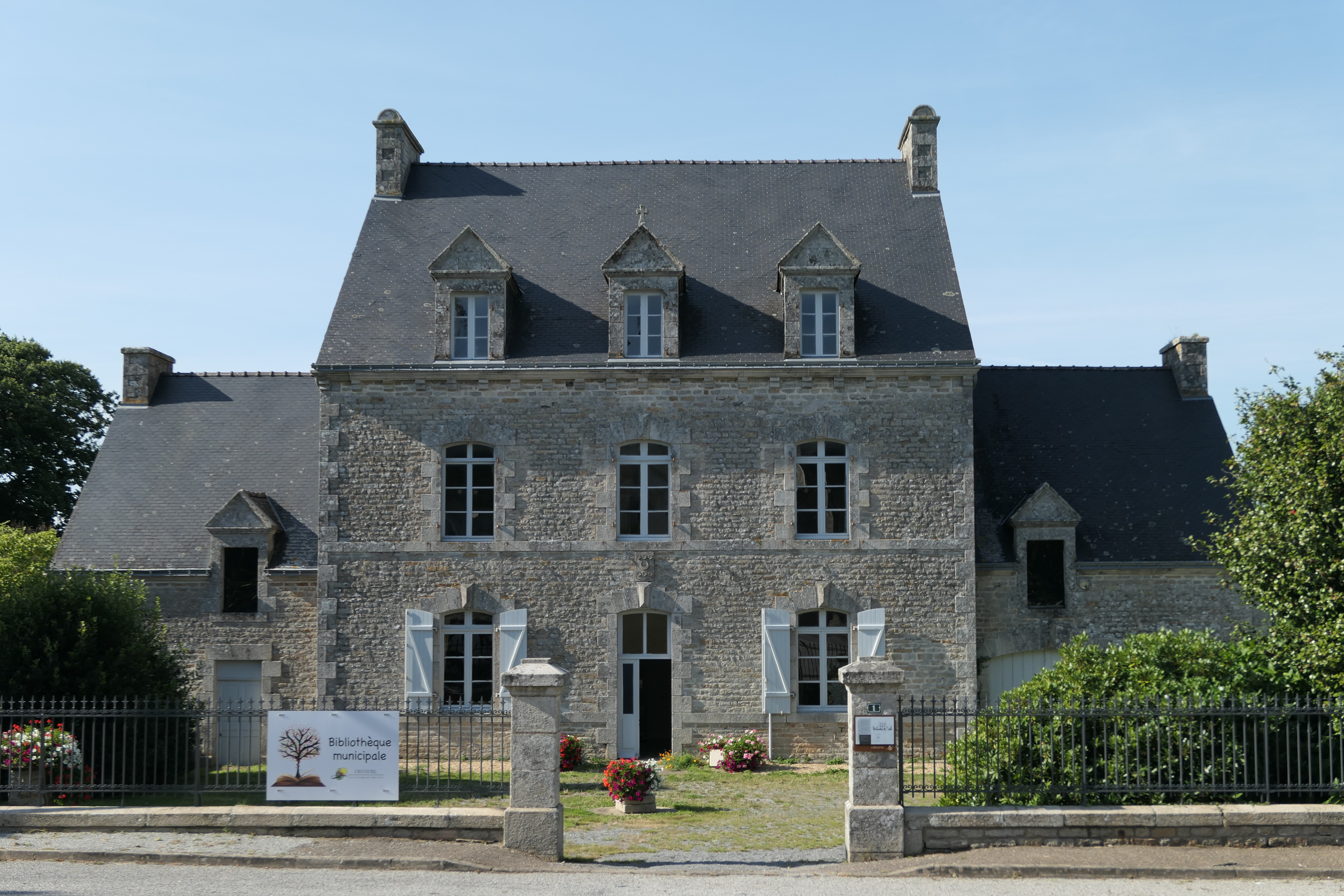
La bibliothèque municipale de Cruguel.

| Période                                  | Période     | Identité                | Étiquette | Qualité |
| ---------------------------------------- | ----------- | ----------------------- | --------- | ------- |
| 1792                                     | 1793        | Jacques Nayl            |           |         |
| 1793                                     | 1800        | Rhéto                   |           |         |
| 1800                                     | 1816        | Pierre Marie Le Glaunec |           |         |
| 1816                                     | 1848        | Jean Benard             |           |         |
| 1848                                     | 1852        | François Dano           |           |         |
| 1852                                     | 1865        | Jean Benard             |           |         |
| 1865                                     |             | Pierre Louis Guillaume  |           |         |
|                                          |             | Mathurin Le Déan        |           |         |
| 1945                                     | 1971        | Émile Brulé             |           |         |
| 1971                                     | 1983        | Albert Ribouchon        |           |         |
| 1983                                     | 1995        | Henri Jégo              |           |         |
| 1995                                     | 25 mai 2020 | Henri Ribouchon         |           |         |
| 25 mai 2020                              | En cours    | David Boulvais          |           |         |
| Les données manquantes sont à compléter. |             |                         |           |         |

## Démographie

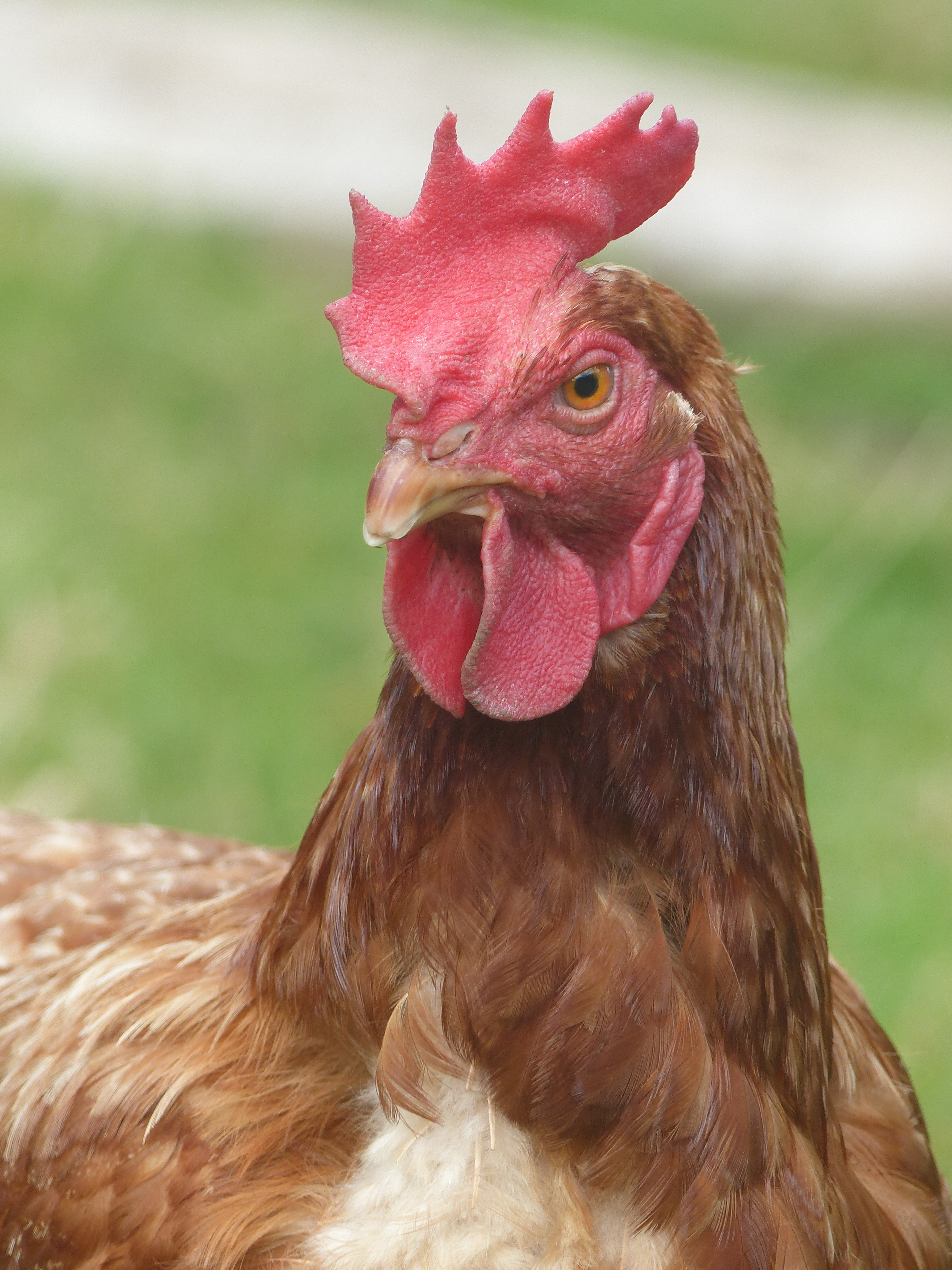
Poule pondeuse chez des particuliers de Cruguel.

L'évolution du nombre d'habitants est connue à travers les recensements de la population effectués dans la commune depuis 1793. Pour les communes de moins de 10 000 habitants, une enquête de recensement portant sur toute la population est réalisée tous les cinq ans, les populations de référence des années intermédiaires étant quant à elles estimées par interpolation ou extrapolation. Pour la commune, le premier recensement exhaustif entrant dans le cadre du nouveau dispositif a été réalisé en 2007.

En 2022, la commune comptait 661 habitants, en évolution de +2,32 % par rapport à 2016 (Morbihan : +3,82 %, France hors Mayotte : +2,11 %).
| 1793 | 1800 | 1806 | 1821 | 1831 | 1836 | 1841 | 1846 | 1851 |
| ---- | ---- | ---- | ---- | ---- | ---- | ---- | ---- | ---- |
| 715  | 686  | 759  | 680  | 819  | 888  | 873  | 849  | 983  |

| 1856 | 1861 | 1866 | 1872 | 1876 | 1881 | 1886 | 1891  | 1896  |
| ---- | ---- | ---- | ---- | ---- | ---- | ---- | ----- | ----- |
| 951  | 947  | 952  | 967  | 975  | 957  | 991  | 1 009 | 1 020 |

| 1901  | 1906  | 1911  | 1921 | 1926  | 1931 | 1936 | 1946 | 1954 |
| ----- | ----- | ----- | ---- | ----- | ---- | ---- | ---- | ---- |
| 1 046 | 1 093 | 1 046 | 981  | 1 001 | 966  | 953  | 888  | 844  |

| 1962 | 1968 | 1975 | 1982 | 1990 | 1999 | 2006 | 2007 | 2012 |
| ---- | ---- | ---- | ---- | ---- | ---- | ---- | ---- | ---- |
| 796  | 752  | 696  | 687  | 618  | 595  | 625  | 629  | 628  |

| 2017 | 2022 | - | - | - | - | - | - | - |
| ---- | ---- | - | - | - | - | - | - | - |
| 651  | 661  | - | - | - | - | - | - | - |

## Culture locale et patrimoine

### Lieux et monuments
- La Fontaine de Saint-Brieuc  Inscrit MH (1935).
- Le château des Timbrieux  Inscrit MH (1925).
- Le moulin à vent des Timbrieux  Inscrit MH (1996).
- Une maison Renaissance à La Ville-au-Lau  Inscrit MH (1996).
- Église Saint-Brieuc.
- Calvaire de Cruguel (1904)

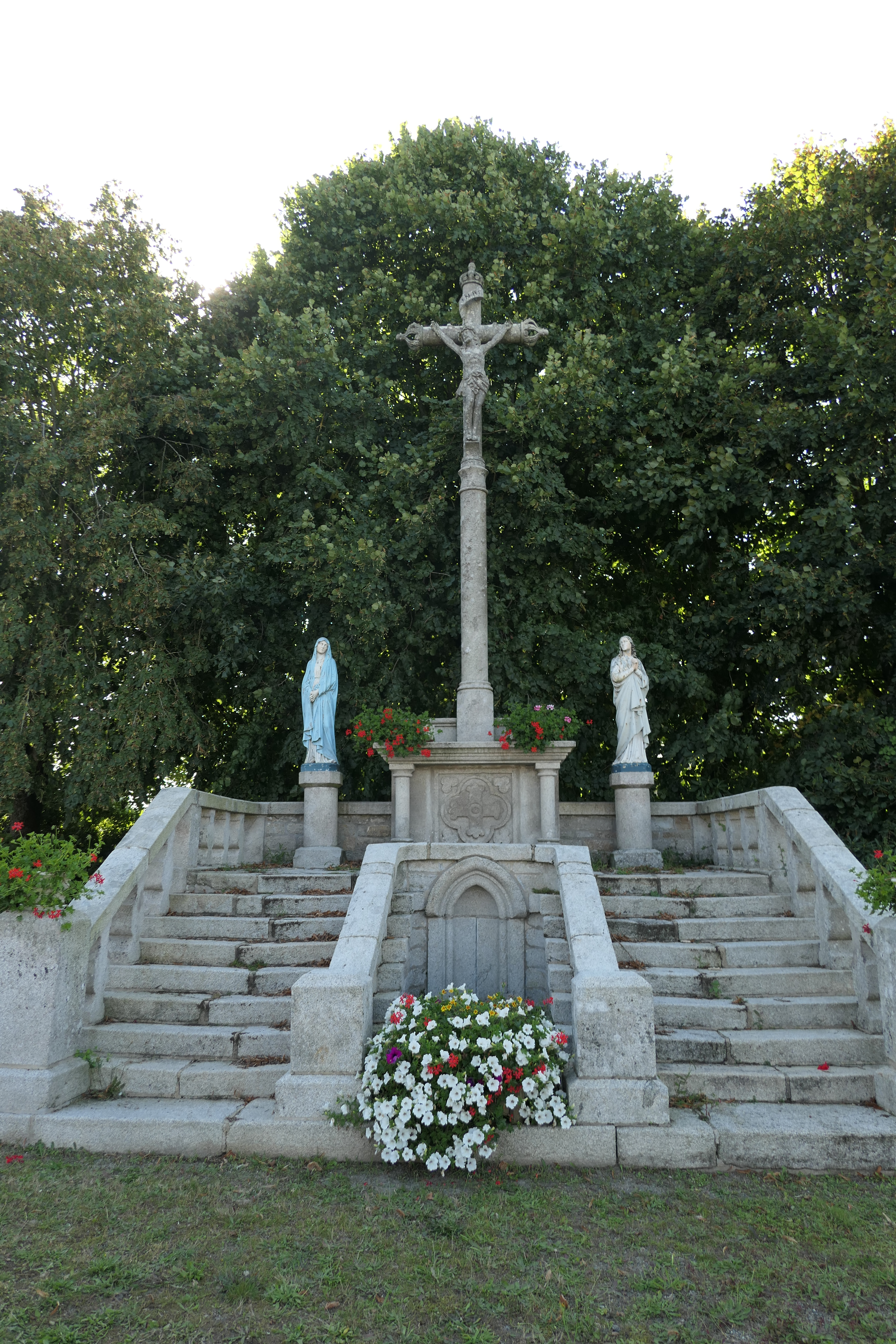
Le calvaire de Cruguel (1904).